# Droga krajowa B9 (Niemcy)
Droga krajowa 9 (niem. Bundesstraße 9, B 9) – niemiecka droga krajowa przebiegająca  z północy na południe od granicy z Holandią koło Kranenburga przez Kleve, Neuss, Kolonię, Bonn, Moguncję do granicy z Francją, Bienwald-Lauterbourg.

## Miejscowości leżące przy B9

### Nadrenia Północna-Westfalia
Kranenburg, Nütterden, Donsbrüggen, Kleve, Goch, Weeze, Kevelaer, Geldern, Kerken, Meerbusch, Neuss, Dormagen, Worringen, Kolonia, Wesseling, Bonn.

### Nadrenia-Palatynat
Remagen, Sinzig, Bad Breisig, Brohl-Lützing, Namedy, Andernach, Weißenthurm, Mülheim-Kärlich, Koblencja, Rhens, Rhens, Brey, Spay, Boppard, Bad Salzig, Hirzenach, Felien, Sankt Goar, Oberwesel, Bacharach, Niederheimbach, Trechtingshausen, Bingen am Rhein, Moguncja, Bodenheim, Nackenheim, Nierstein, Oppenheim, Ludwigshöhe, Guntersblum, Worms, Frankenthal (Pfalz), Ludwigshafen am Rhein, Waldsee, Schiferstadt, Spira, Römerberg, Schwegenheim, Lingenfeld, Germersheim, Bellheim, Rülzheim, Rheinzabern, Jockgrim, Wörth am Rhein.

## Ograniczenia
Od 31 Maja 2005 na odcinku pomiędzy Moguncją i Worms obowiązuje zakaz ruchu dla pojazdów powyżej 12 t.
Od października 2006 na odcinku od węzła Kandel-Süd do granicy z Francją pobierane jest myto od pojazdów powyżej 12 t.

## Linki zewnętrzne

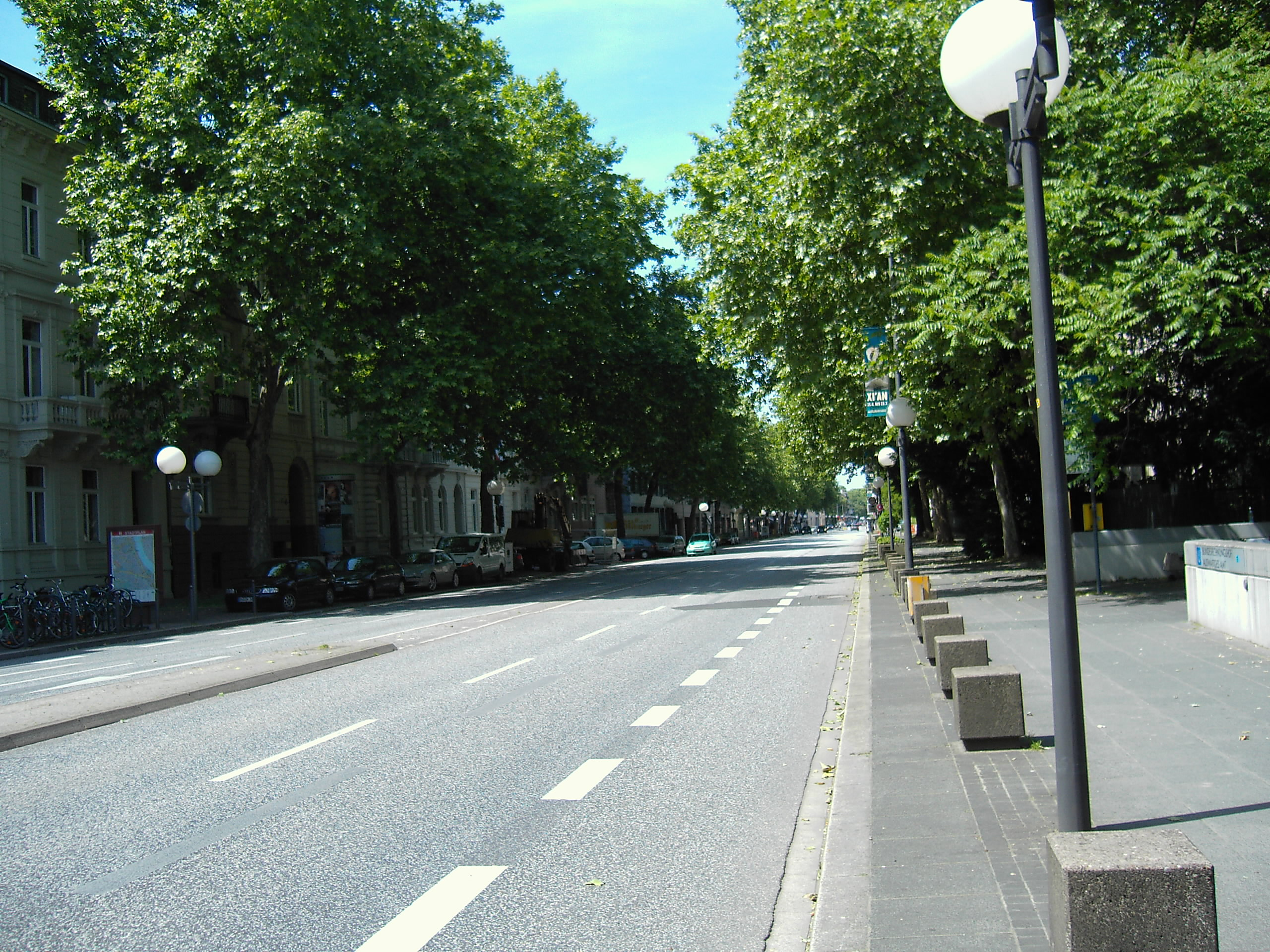
B9 w Bonn